# Jean Résal

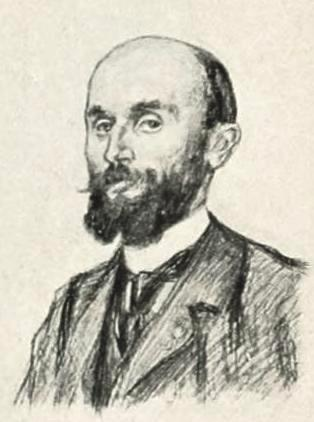
Jean Résal
Zeichnung von Charles Paul Renouard

Jean Résal, auch Louis-Jean Résal, (* 22. Oktober 1854 in Besançon; † 14. November 1919 in Paris) war ein französischer Bauingenieur, bekannt unter anderem durch verschiedene Seinebrücken in Paris und andere eiserne Brücken in Frankreich.

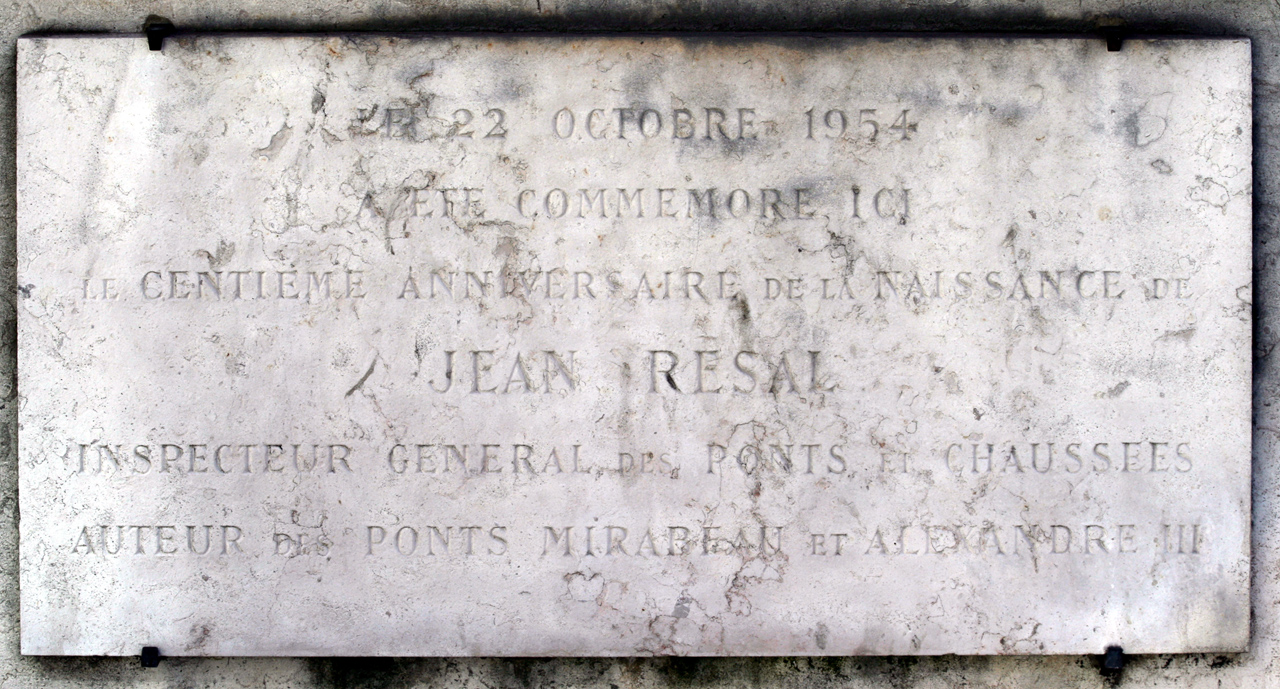
Die Plakette an der Pont Mirabeau in Paris erinnert an den Erbauer Resal

## Leben
Résal war der Sohn eines Generalinspektors für das Bergbauwesen. Er war Mechanik-Professor an der École polytechnique, Generalinspekteur der Straßen- und Brückenbauten (Ponts et Chaussées) und lehrte Brückenbau an der École nationale des ponts et chaussées.
Seine ersten Brücken entstanden nach seinem Studium in Nantes, die Pont du général de la Motte Rouge über die Erdre (1885) und eine heute zerstörte Brücke über die Loire in Nantes, nach dem Zweiten Weltkrieg als Pont Résal in anderer Form wieder aufgebaut. In Paris war er für die Seinebrücken verantwortlich und sanierte z. B. die Pont d’Arcole. Bekannt ist er vor allem für die beiden eisernen Seine-Brücken Pont Alexandre III (1900, für die Weltausstellung gebaut) und Pont Mirabeau (1896), daneben noch die Passerelle Debilly (1900), die Erweiterung der Pont de Bercy (1864) und die Pont Notre-Dame (1914, teils Stein, teils Eisen). In Lyon war er am Entwurf der Pont de l’Université beteiligt.
Er schrieb mehrere Bücher über Brückenbau (sowohl aus Eisen als auch aus Stein), ein Buch über Festigkeitslehre und eines über Bodenmechanik.
Er war Präsident der Kommission für Eisenbeton (Commission du béton armé). Eine Straße im 13. Arrondissement von Paris ist nach ihm benannt.

## Schriften
- Ponts métalliques. 2 Bände. 1885; Band 2 gallica.bnf.fr (PDF; 22 MB)
- mit Ernest Degrand: Ponts en maçonnerie. 2 Bände. 1887; Band 1 (PDF; 25 MB) gallica.bnf.fr – Band 2 (PDF; 24 MB) gallica.bnf.fr
- Constructions métalliques, élasticité et résistance des matériaux, fonte, fer et acier. 1892; gallica.bnf.fr (PDF; 28 MB).
- Résistance des matériaux. Cours de l’École des ponts et chaussées. 1892; 1922, gallica.bnf.fr (PDF; 15 MB).
- mit Amédée Alby: Notes sur la construction du pont Alexandre III. 1899.
- Stabilité des constructions. Cours de l’École des ponts et chaussées. 1901;  gallica.bnf.fr (PDF; 21 MB).
- Poussée des terres, stabilité des murs de soutènement. 1903;  gallica.bnf.fr (PDF; 8,6 MB).
- Cours de ponts métalliques professé à l’École nationale des ponts et chaussées. Ponts en arcs et ponts suspendus. 3 Bände. 1912–1922; gallica.bnf.fr (PDF; 5,0 MB)